# Schaffgotsch-Palais

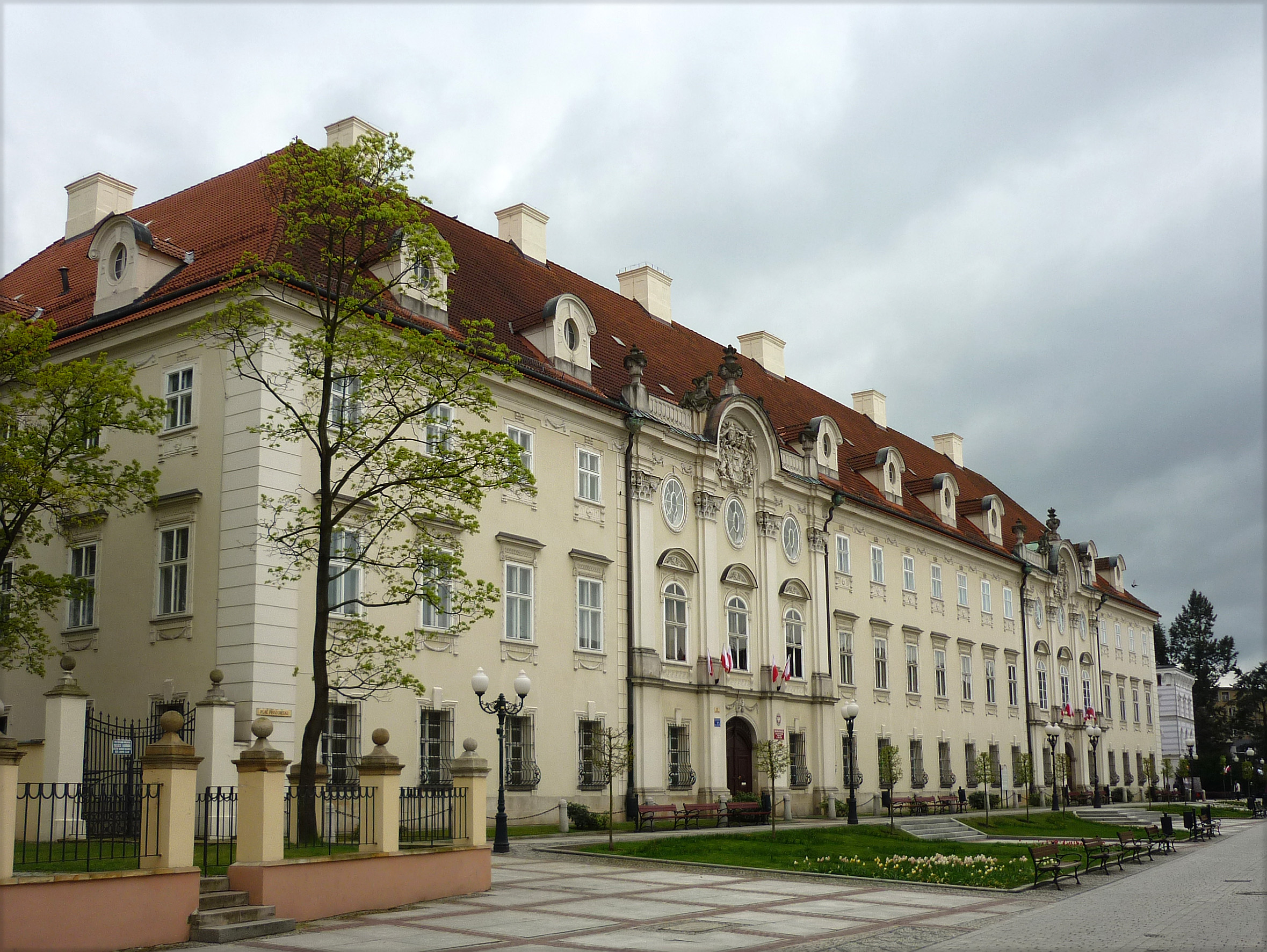
Schaffgotsch-Palais – Hauptfassade

Das Schaffgotsch-Palais (polnisch Pałac Schaffgotschów Cieplice Śląskie-Zdrój), auch Schaffgotsches Palais und Schloss Warmbrunn genannt, im polnischen Cieplice Śląskie-Zdrój (Bad Warmbrunn), einem Stadtteil von Jelenia Góra (Hirschberg), ist ein frühklassizistischer Schlossbau mit einem ausgedehnten Schloss- und Kurpark.

## Geschichte

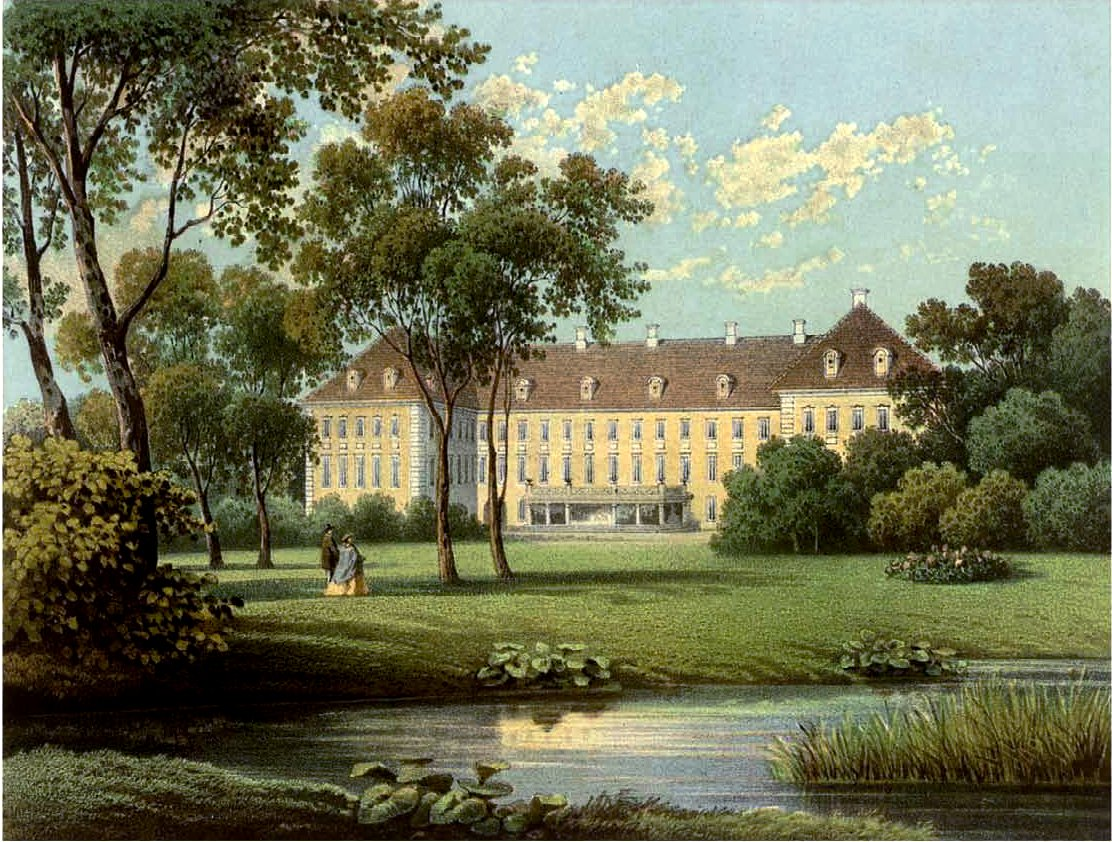
Schloss Warmbrunn in einer Lithografie aus der Mitte des 19. Jahrhunderts

Der heutige Schlossbau wurde in den Jahren 1784–88 errichtet, die Ausgestaltung zog sich länger hin. Baumeister war Johann George Rudolf (1725–1799) aus Oppeln, der unter anderem auch für das Stift Grüssau arbeitete, Bauherr Graf Johann Nepomuk Schaffgotsch.
Warmbrunn erscheint 1281 erstmals in einer Urkunde, als Herzog Bernhard von Jauer und Löwenberg den Johannitern aus Striegau Grund und Boden an der „warmen Quelle“ schenkt. Das Patrozinium der katholischen Pfarrkirche (hl. Johannes der Täufer) erinnert bis heute daran. Hundert Jahre später kaufte Gotsche II. Schoff, dessen Vater in den Besitz der Burg Kynast gekommen war, das Dorf „mit allen Zugehörungen… fürstlichen Rechten und Gerichten“.
Ein Schloss in Warmbrunn wird erstmals 1687 anlässlich eines Badeaufenthaltes der Königin Maria Kasimira von Polen, der Gemahlin Jans III. Sobieski, erwähnt. Dieser Bau war zwischen 1550 und 1600 entstanden und ähnelte vermutlich dem heute noch erhaltenen Schloss Schwarzbach (Czarne), erbaut 1559. In beiden Fällen waren Vertreter der Familie Schaffgotsch, die sich bis zum 16. Jahrhundert weit verzweigt hatte, die Bauherren.
In der ersten Hälfte des 17. Jahrhunderts wurde dieses Schloss die zentrale Residenz der schlesischen Hauptlinie der Grafen Schaffgotsch, und zwar wohl schon vor dem Brand des Kynast 1675. Der Vergleich zwischen der engen und schwer zugänglichen Burg und dem Schlosse an der wenige Schritte entfernten Thermalquelle legt das zumindest nahe, und die Reihenfolge der Rückgabe der Güter nach der Katastrophe des Freiherrn Hans Ulrich 1635 (1638 Greiffenstein, 1649 Kynast) scheint die Nachricht, der Kynast sei gewöhnlicher Wohnsitz der Familie gewesen, nicht zu unterstützen.
1720 ließ Graf Hans Anton Schaffgotsch 50 m östlich des „Alten Schlosses“ einen später „Stiegenhaus“ genannten Bau aufführen, um Familie und Gästen mehr Raum zu bieten. Sein Sohn Carl Gotthard gab 1773 einen Umbau dieses Gebäudes in Auftrag, der einem Neubau nahekam.
Das Renaissanceschloss brannte am 27. Oktober 1777 um 10 Uhr abends infolge Blitzschlags samt den nahegelegenen Wirtschaftsgebäuden vollständig ab. Der 80-jährige Graf Carl Gotthard und sein Sohn Johann Nepomuk entschlossen sich, da das ‚Stiegenhaus‘ von dem „famosen Baumeister“ „so ungeschickt gebaut und alles so unvernünftig gemacht“  war, beide alten Bauten durch einen einzigen neuen zu ersetzen. Graf Carl erlebte das Ende der langwierigen Planungen nicht, die sein Sohn mit der Erbauung des heute bestehenden Schlosses verwirklichte, das bis 1945 Sitz der Hauptlinie der schlesischen Schaffgotsch blieb.
Im Schlossgarten und dem anschließenden Kurpark entstanden nach und nach weitere Bauwerke. Südlich des Schlosses ließ noch Graf Johann Nepomuk zwischen 1797 und 1800 von Carl Gottfried Geisler (der gleichzeitig das Schloss Milicz (Militsch) baute) ein klassizistisches Gesellschaftshaus, die „Galerie“, für den Kurbetrieb errichten. Unter Graf Leopold Gotthard folgten um 1820 Orangerie und Gewächshäuser, mit Carl Anton Mallickh als Baumeister. 1836 ließ Graf Leopold Christian durch den Schinkel-Schüler Albert Tollberg ein klassizistisches Theater erbauen. 1906 ergänzte man die Kuranlagen durch den Volkspark, in dem 1909 ein norwegisches Blockhaus aufgestellt wurde. Das Blockhaus beherbergte von 1967 bis 2013 das örtliche Naturkundemuseum. Das Museum ist inzwischen in einen restaurierten Gebäudeteil des Zisterzienserklosters außerhalb der Parkanlage umgezogen.
Nach Eingliederung der Region in die Volksrepublik Polen wurde das Schloss zunächst als Lazarett genutzt. Mobiliar und Sammlungen der Schaffgotsch wurden abtransportiert oder zerstört. Ab 1946 diente es als Erholungsheim des Staatsrats, seit 1975 beherbergt es eine Außenstelle der Technischen Universität Breslau.

### Heutiger Zustand
Das Schloss ist heute restauriert und im Inneren mit Mobiliar aus anderen schlesischen Schlössern versehen worden. Schloss- und Kurpark bilden ein gemeinsames Ensemble. Das norwegische Blockhaus beherbergte bis 2013 ein Naturkundemuseum. Heute befindet sich darin ein Restaurant. 

## Bauwerke
Der heutige Bau bezieht teilweise Grundmauern zweier Vorgängerbauten ein, über die wir nur ansatzweise unterrichtet sind.

### Vorgängerbauten
Für das 1777 abgebrannte Renaissanceschloss des 16. Jahrhunderts ergibt sich aus den in die Pläne zum Neubau von 1784 eingezeichneten Grundmauern, dass es ein Geviert von 58 Ellen (36,7 m) im Quadrat um einen Innenhof ohne Arkaden war. Alte Stadtansichten  zeigen ein zweigeschossiges Gebäude mit einfachem Satteldach und Treppengiebeln, die an eine Miniaturausgabe des Schlosses Oels (von den Herzögen von Münsterberg zwischen 1558 und 1617 in die jetzige Form gebracht) denken lassen. Auf seinen Fundamenten steht die Nordwestecke des heutigen Schlosses.
Baumeister des 1720 errichteten „Stiegenhauses“ war vermutlich Elias Scholtz. Den Auftrag zum Umbau von 1773 erhielten der Hirschberger Maurermeister Christian Seidel und der Stadtzimmermeister Wilhelm Predow. Das zweigeschossige Haus hatte einen rechteckigen Grundriss von 58 mal 32 Ellen (36,7 mal 21,3 m), 9 Fensterachsen längs und 4 quer. Die drei mittleren Fensterachsen der Längsfront waren mit dem Portal gruppenartig zusammengeschlossen und von einem Giebel bekrönt, der in den unteren Teil des gebrochenen Walmdaches hineinragte.

### Das Palais

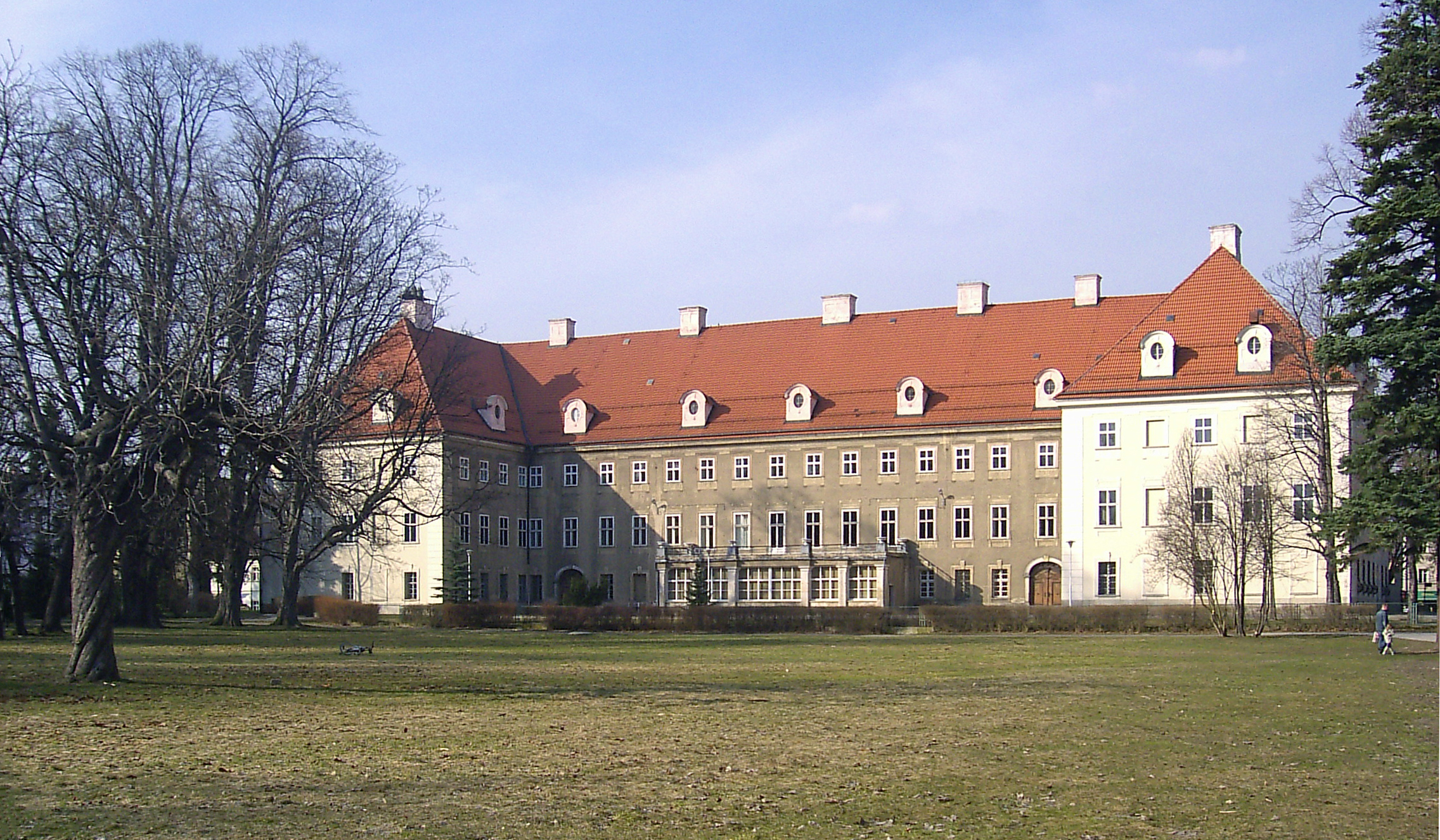
Schaffgotsch-Palais – Gartenansicht

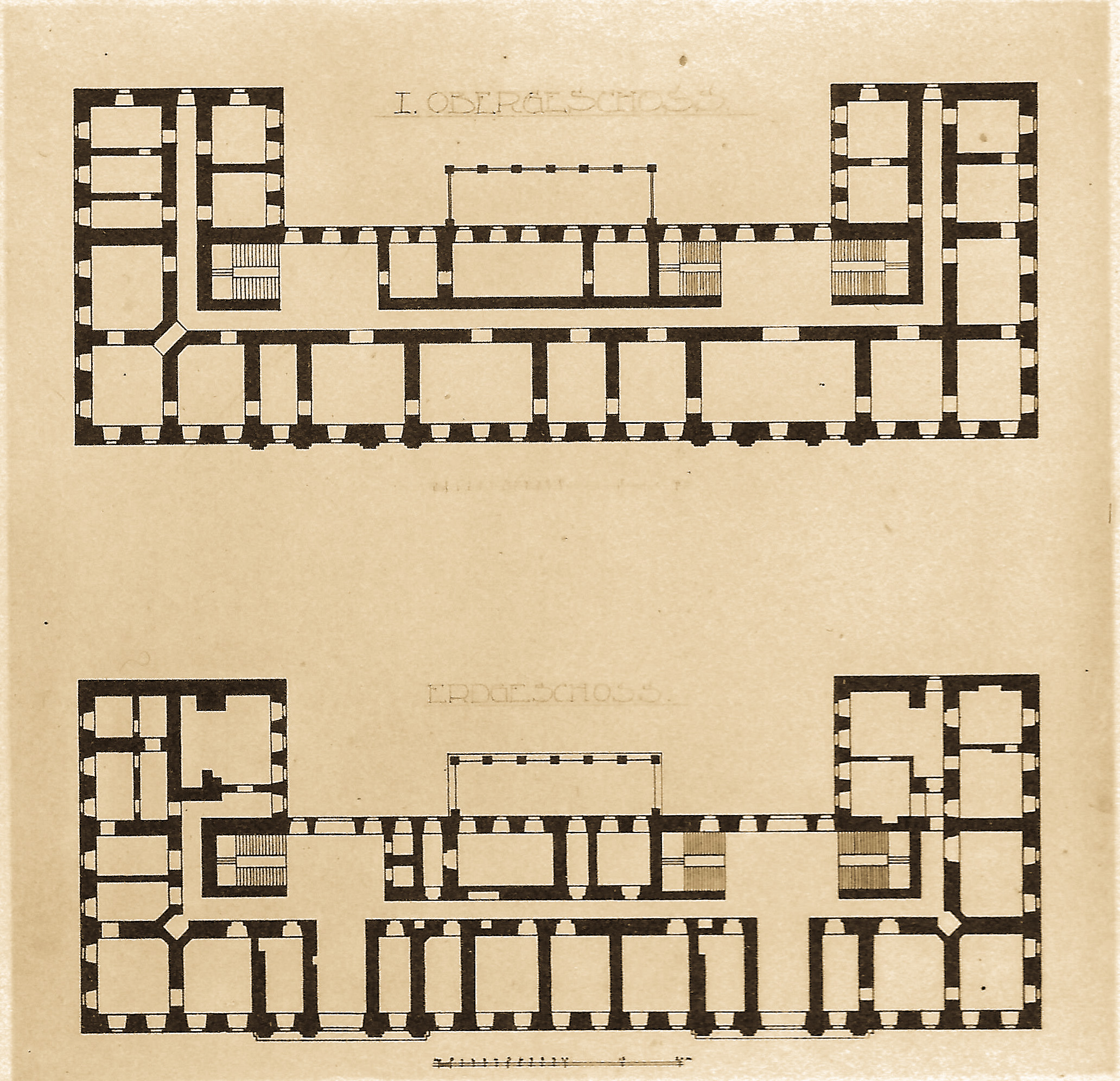
Schloss Warmbrunn, Grundrisse EG und 1. OG

Das dreigeschossige Schloss erhebt sich über einem hufeisenförmigen Grundriss, der sich nach Süden zum Park hin öffnet. Die Stadtfront misst 82 m mit 21 Fensterachsen, die Seitenflügel zählen je 7 Fensterachsen bei 30 m Länge. Die Hauptfassade wird durch zwei schwach vorspringende, dreiachsige Risalite mit Toreinfahrten gegliedert. Deren Fenster sind jeweils im obersten Geschoss oval ausgebildet, ihre Pilaster tragen Balustraden mit Vasen und in den aufgebogenen Mittelfeldern das Wappen der Schaffgotsch. Abgesehen von sparsamen Ornamenten an den Fenstereinfassungen ist die Fassadenfläche dazwischen schmucklos und ungegliedert. Das hohe, gewalmte Satteldach wird von einer Reihe geschweifter Gaffern und 8 derben Schornsteinen aufgelockert.
Das Äußere des Gebäudes erfuhr nur eine Änderung. Auf der Gartenseite wurde 1838 im Mittelteil über 6 Achsen Breite ein im Erdgeschoss verglaster Altan angebaut.
Das Innere atmet die gleiche, großzügige Nüchternheit. Durch die Mitte des ganzen Baus zieht sich in allen Geschossen dem Grundriss folgend ein langer Gang, der sämtliche Zimmer erschließt und sich nur hinter den Risaliten als Treppenpodest hallenartig zur Gartenseite hin erweitert. Hinter dem westlichen Risalit liegt straßenseitig der 1809 im Empirestil ausgestaltete, zweigeschossige Festsaal, dessen feine Stuckornamente zwischen wuchtigen Pilastern die Hauptwirtschaftszweige des Riesengebirges darstellen.
Die Schlosskapelle wechselte zweimal ihren Platz und war zuletzt im 2. Stock über dem Ostportal nach Norden gelegen. Das Altarbild kam aus der 1799 zerstörten Kapelle der Burg Greiffenstein hierher und zeigte Christus am Kreuz.
Zur Ausstattung gehörte bis 1945 auch eine Porträtsammlung, die mit über 180 Bildnissen zu den größten ihrer Art in Schlesien zählte. Sie enthielt vor allem Bilder Angehöriger der Besitzerfamilie und ihrer Verwandten, zeigte aber auch Vertreter von Herrscherhäusern, vor allem der schlesischen Piasten, der Habsburger, Hohenzollern und Wettiner. Thematischer Höhepunkt der Galerie war die östliche Halle mit sechs lebensgroßen Piastenportraits. Ein Teil der Bilder befindet sich heute im Nationalmuseum Breslau, einzelne im Nationalmuseum Warschau. Die weitaus meisten sind verschollen.

Von den baulichen Moden des 19. Jahrhunderts wurde das Schloss in seiner Substanz nicht angegriffen, wenn wir vom Anbau des Altans und einem größeren Innenausbau 1865–66 absehen. Der letztere wurde vom letzten Standesherren, Graf Friedrich, teilweise rückgängig gemacht, sodass das Schloss in der ersten Hälfte des 20. Jahrhunderts als eines der besterhaltenen und gepflegtesten Kunstdenkmäler des ausgehenden 18. Jahrhunderts in Schlesien angesehen werden konnte.

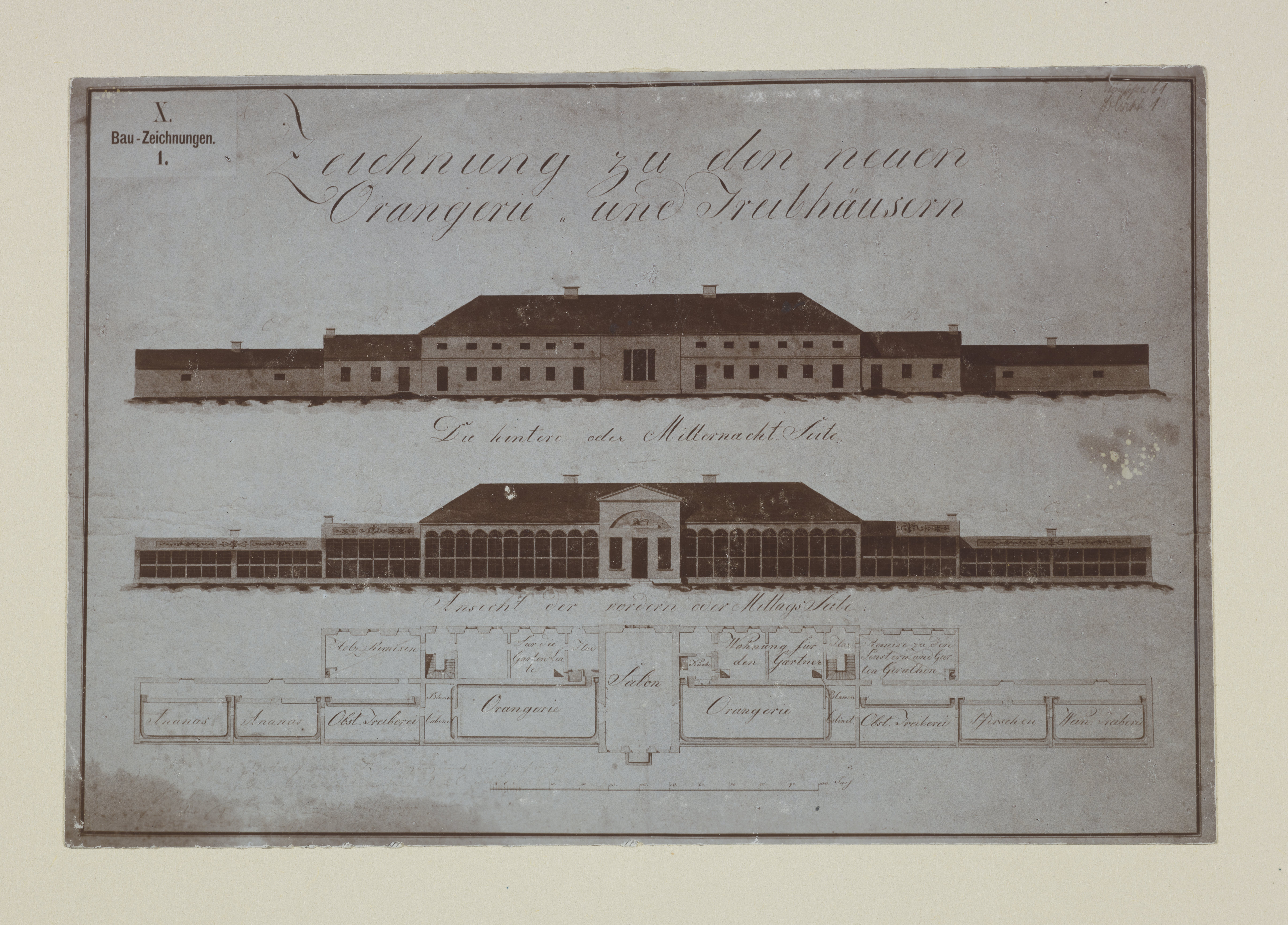
Bauzeichnung der Orangerie.

Südlich des Schlosses bestand ein barocker Schlossgarten, der 1819 zum englischen Landschaftsgarten umgestaltet wurde.

### Orangerie
Von der Orangerie der Schaffgotsch hat sich das Treibhaus bis heute erhalten. Das Treibhaus wurde 1820 durch den Schaffgotschen Baumeister Carl Anton Malikh erbaut. Der Bau wurde 1880 und nach einem Brand 1921 restauriert. Das Gebäude ist durch einen Mittelrisalit mit Dreiecksgiebel gegliedert. Die restlichen Teile der Orangerie wurden nach der polnischen Übernahme der Region abgebrochen. Das Treibhaus wurde ab 2025 restauriert.